# Kis Péter
Kis Péter (Budapest, 1969. augusztus 27. –) magyar építész, a kortárs magyar építészet meghatározó alakja. Számos épülete nyert nemzetközi elismerést; az általa tervezett badacsonytomaji borászatot az Archdaily internetes szakportál szavazásán 2010-ben a világ legjobb ipari épületének választották.

## Életpályája
1987-ben érettségizett, diplomáját 1993-ban szerezte meg a Budapesti Műszaki és Gazdaságtudományi Egyetem Építészmérnöki Karán. 1993-1996 között a Műegyetem PhD-képzésében, 2002-2004 között a Moholy-Nagy Művészeti Egyetem DLA-képzésében vett részt. 1994-1996 között elvégezte a MÉSZ Mesteriskoláját.
Első saját irodáját 1997-ben alapította, Kis Péter Építészműterme Kft. néven. Második irodája 2011 óta működik, PLANT / Atelier Peter Kis Kft. néven.
Mesterei között tartja számon Kapy Jenőt, Török Ferencet, Turányi Gábort, Dr. Reischl Gábort, Janáky Istvánt és Reimholz Pétert. Meghatározó, szoros munkatársai közé sorolja Molnár Beát, Varga Anikót, Dobrányi Ákost, Szlabey Balázst és Valkai Csabát.
A Műegyetem PhD-hallgatójaként kezdett el a Budai Várnegyed rekonstrukciójával foglalkozni; 1994-ben és 2004-ben is megnyert egy, ehhez kapcsolódó pályázatot. A 2004-es tervet jelentős ellenállás fogadta; többször is át kellett dolgozni, ám végül nem valósult meg. A kilencvenes évektől részt vett a Fővárosi Állat- és Növénykert rekonstrukciójában; számos épület újjáépítése mellett kiemelkedő munkái közé sorolható itt a Főbejárat bővítése, a Nemzeti Bonsai Gyűjtemény pavilonja és a Nagyszikla rekonstrukciója. Ugyancsak a rekonstrukciós munkák közé sorolható a Margitszigeti Vadaspark, a budapesti Cirko-Gejzír Mozi, valamint a Rácz fürdő újjáépítése – utóbbiban Dévényi Tamás partnereként vállalt szerepet. Komoly nemzetközi visszhangot váltott munkái közé sorolható a fentiek mellett a budapesti Práter utcában épített szociális lakóépület, valamint a Badacsonytomajban emelt Bazaltbor – Laposa Pincészet Feldolgozó Üzem. Utóbbi épületei a helyi közösségben komoly vitákat váltottak ki, a hazai és nemzetközi építészeti szakma azonban többségében sikeresnek ítélte meg, számos elismeréssel ismerve el.
 "Amikor (...) egy este megláttam Kis Péterék borászatát, akkor félhangosan mondtam magamnak: nyomorúságos szakmánkat (építészetünket) Európához kapcsolta." (Mónus János)
2009-ben elnyerte a Premio Europeo Ugo Rivolta európai építészeti díjat a Práter utcai szociális lakóépülettel; 2011-ben a zsűri elnökének kérték fel.
Budapesten és Mindszentkállán él.

## Díjak, elismerések
- 1997. Europan 4 - Runner Up Prize
- 1998. Piranesi Award – Mentioned
- 1999. Budapest Építészeti Nívódíja – elismerő oklevél
- 2002. Figyelő Építészeti Díj – elismerés
- 2009. Mies van der Rohe-díj – Shortlisted Project
- 2009. Premio Europeo di Ugo Rivolta – Winner
- 2010. Brick Award 2010 – Selected Project
- 2010. Archdaily-The Building of the Year Prize – Category Winner
- 2011. Molnár Péter Emlékdíj

## Fontosabb építészeti művei
- 1998. A Nemzeti Bonsai Gyűjtemény Pavilonja, Fővárosi Állat- és Növénykert, Budapest (Szlabey Balázzsal és Nyitra Péterrel)
- 2003. Főkapu bővítése, Fővárosi Állat- és Növénykert, Budapest (Ükös Tamással)
- 2006. Lakóház, Vácegres (Dobrányi Ákossal)
- 2008. Önkormányzati Lakóépület, Budapest VIII, Práter u. 30- 32 (Valkai Csabával)
- 2010. Bazaltbor / Laposa Pincészet, Feldolgozó Épület, Badacsony (Molnár Beával)
- 2012. Nagyszikla rekonstrukció, Budapest (Molnár Beával, Nyitrai Péterrel, Ükös Tamással)

## Pályázati eredmények
- 1992. RIBA, Hybrid and Superimposition – exhibited entry
- 1994. Budai Vár, Dísz tér – Szent György tér – 1. díj
- 1994. Domonkos Kolostor, Margitsziget (Ivány Inkével) – 1. díj
- 1996. Europan 4, Budapest (Major Györggyel) – runner up prize
- 1997. Nemzeti Színház, Budapest (Turányi Gáborral) – 2. díj
- 2000. Pesti Színház, Budapest – 2. díj
- 2004. A XXI. század Magyar Udvarháza (Lakos Dániellel) – 1. díj
- 2004. Budai Vár – Dísz tér 17. (Balázsa Gáborral) – 1. díj
- 2005. József Attila Színház, Budapest (Valkai Csabával, Ükös Tamással) – 2. díj
- 2005. Önkormányzati Lakóépület, Budapest, VIII. Práter u. 30-32. (Valkai Csabával) – 1. díj

## Egyéb művészeti tevékenység
- 2000. Időképek / installációk a Néprajzi Múzeum számára
- 2002. Frisson, K.áO.sz! / díszletek a Compagnie Pal Frenak számára

## Kiállítások
- 1991. Velencei Biennálé, diák szekció
- 1992. Royal Academy, London, RIBA competition
- 1996. Graz, Europan 4
- 1996. Rome, Europan 4
- 1998. Almássy Palota (MÉK), Budapest – Munkák 1993-1998
- 1998. Obalne Galerije, Piran, Slovenia: Bonsai Pavilon
- 1999. Academy of Fine Arts, Berlin, Germany – Baustelle: Ungarn – a Nemzeti Bonsai Gyűjtemény pavilonja
- 2000. A berlini Baustelle: Ungarn kiállítás Európában: ETH Zürich, Svájc; TU Delft, Hollandia; College of Fine Arts, Stuttgart, Németország; Royal Academy of Fine Arts, Stockholm, Svédország
- 2001. N&n Galéria, Budapest: Kertek (Japánkert, Vadaskert, Éjkert „Mindszentkálla, 202.”)
- 2002. Obalne Galerije, Piran, Szlovénia: Vadaskert, Margitsziget
- 2005. Emerging identities - east, Berlin – Budapesti Állat-és Növénykert, Pavilonok
- 2009. Collegi d'Arquitectes de Catalunya, Barcelona – Mies van der Rohe-díj
- 2009. Fondazione Triennale di Milano – Ugo Rivolta-díj
- 2010. Cite de l'Architecture et du Patrimoine, Paris – Mies van der Rohe-díj
- 2010. Lichtenstein Palota, Bécs – Brick Award 2010
- 2010. Obalne Galerije, Piran, Szlovénia: Bazaltbor – Laposa Pincészet

## Saját publikációk
- Japánkert – A Japánkert és a Nemzeti Bonsai Gyűjtemény Pavilonja, Budapest, 2009
- Nagyszikla – A Nagyszikla rekonstrukciója és bővítése, Budapest, 2009
- Landform Building – Princeton University – The Great Rock, 2011
- Varázshegy – A Nagyszikla rekonstrukciója és bővítése, Budapest, 2012

## Szakirodalom

### Katalógusok
- Brick’ 10  / Brick Award 2010
- New European Architecture A10 yearbook 08 09 a selection of 20 projects from around Europe 2009
- European union prize for contemporary architecture Mies van der Rohe Award 2009
- Premio Europeo di Architettura Ugo Rivolta 2009
- Emerging Identities East! Berlin-Bratislava-Budapest-lLubljana-Prague-Riga-Tallinn-Vilnius-Warsaw- 2006
- Mastercourse - Continuation 26 young architects exhibition catalogue 2005
- Baustelle: Ungarn / neuere ungarische architektur Akademie der Künste Berlin 1999
- Constructing the town upon the town - transformation of contemporary urban sites Europan 4 1997
- La ville sur la ville - die stadt über der stadt Österreich + Magyarország Europan 4 1997

### Folyóiratok
- MARU – Interior, Lifestyle Design 124 2012
- CONCEPT volume 154 Winery facilities Special Issue 2012
- Dedalo / Prefabbricare Febbraio 2012 (címlap)
- Piranesi – Middle European Architectural Magazin for the Culture of Environment no. 29. volume XVIII Autumn 2011
- Ecologoic juin/juillet 2011  (címlap)
- A10  new european architecture / 39 may / jun 2011
- MARK Magazin no. 31. apr / may 2011
- Betonart  Concrete and Architecture Summer / 2011  (címlap)
- Arhitectura - revista uniunii arhitectilor din romania nr 90 – dec 2010 / jan 2011
- A10 new european architecture /35 sep/oct 2010
- Arhitectura - revista uniunii arhitectilor din romania nr 71 - februarie 2009
- A10 new european architecture / 22 jul / aug 2008 (címlap)
- Era 21 more on architecture! - o architekture víc! 6 / 2008
- Baukultur fachzeitschrift für architekten und ingenieure 02 / 2005
- Casabella 726 rivista internazionale di architettura LXVIII ottobre 2004
- Archithese 5'01 revue thématique d'architecture 2001
- Piranesi middle european architectural magazin for the culture of environment no. 9.10 volume VII 1999
- Casabella 671 rivista internazionale di architettura LXIII ottobre 1999

### Könyvek
- Wein und Architektur - Edition Detail 2012
- Varázshegy - A Nagyszikla rekonstrukciója , Budapest 2012
- Latest Apartment Building / Hi-Design Building Books – Práter utca 30-32, Budapest 2011
- 1000x Architecture 2011 – Bazaltbor / Laposa Pincészet, Feldolgozó Épület
- Landform Building – Princeton University – The Great Rock, Budapest Zoo 2011
- European City Architecture / Project Structure Image 2011 – Práter utca 30-32, Budapest 2011
- AREA – Condominium 2011 – Práter utca 30-32, Budapest 2011
- AREA – Winery buildings 2011 – Bazaltbor / Laposa Pincészet 2011
- Japánkert – A Japánkert és a Nemzeti Bonsai Gyűjtemény Pavilonja, Budapest 2009
- Nagyszikla – A Nagyszikla rekonstrukciója és bővítése, Budapest 2009